# Ожигова, Татьяна Анатольевна
Татьяна Анатольевна О́жигова (15 октября 1944, Артём, Приморский край, РСФСР, СССР — 9 июня 1989, Ростов-на-Дону, РСФСР, СССР) — советская театральная актриса, деятель искусства. Народная артистка РСФСР (1983). Лауреат Государственной премии РСФСР имени К. С. Станиславского (1973). Ведущая актриса Омского академического театра драмы (1970—1988).
Легенда омской драмы, с одинаковым успехом игравшая комедийные, драматические и трагические роли. Её имя носят малая (камерная) сцена Омского академического театра драмы и ежегодно присуждаемая лучшим омским актёрам премия Губернатора Омской области. В возрасте 31 года стала самой молодой заслуженной артисткой РСФСР в истории советской театральной драмы.

## Биография
Родилась 15 октября 1944 года в городе Артём Приморского края. Мать, Оксана Ивановна Ожигова — учительница. Отец, Анатолий Алексеевич Ожигов — горный инженер.
В силу профессии отца семья много путешествовала. В 1950 году его послали учиться в Москву, в Академию угольной промышленности. Поэтому в первый класс Татьяна Ожигова пошла в люберецкую школу № 8.
В 1958 году отец был назначен начальником технического отдела управления топливной промышленности Ростова-на-Дону. Здесь Татьяна Ожигова в 1960 году с золотой медалью окончила школу.
Ожигова успешно сдала экзамены во ВГИК и в ГИТИС. Выбрала ГИТИС, класс В. А. Орлова (педагог взял её сразу на второй курс). Институт она окончила в 1964 году.
В том же году поступила в Ростовский театр драмы. Дебютировала в спектакле «104 страницы про любовь» Э. Радзинского.
С 1970 года служила актрисой Омского театра драмы, в котором проработала с 18 марта 1970 по 7 ноября 1988 года.
В 1974 году после гастрольного спектакля «С вечера до полудня» в Москве автор пьесы В. С. Розов на встрече с актёрами сказал: «Многое, о чём я писал, считаю трудно воплотимым. Например, я не предполагал, как может исполнительница роли Нины справиться с ночной сценой — объяснением с Лёвой. Но Ожигова сыграла её так, как я хотел».
В 31 год она стала заслуженной, а в 38 лет — народной артисткой РСФСР. Активно совмещала творческую работу в театре с преподаванием — была художественным руководителем курса специальности «актер драматического театра» в Омском музыкальном училище имени В. Я. Шебалина. Среди её учеников — актриса Санкт-Петербургского театра на Васильевском, заслуженная артистка России Надежда Живодёрова (супруга народного артиста России Юрия Ицкова).
Последней ролью актрисы стала роль Раневской в «Вишнёвом саде» А.П. Чехова. Ей стало плохо во время спектакля, занавес пришлось закрыть.
Умерла 9 июня 1989 года после тяжёлой болезни. Похоронена на Северном кладбище в Ростове-на-Дону.

## Память
27 декабря 1991 года Омский академический театр открыл Камерную сцену, которой было присвоено имя Т. Ожиговой. Первый спектакль, поставленный на малой сцене — «Разговор в семействе Штейн об отсутствующем господине фон Гёте» П. Хакса (режиссёр — А. Хайкин).
В том же году Министерством культуры Омской области и Омским отделением СТД РФ в рамках фестиваля «Лучшая театральная работа года» была учреждена ежегодная премия имени Т. Ожиговой — «За лучшую женскую роль».
В 1994 году на доме, в котором актриса проживала по ул. Ленина, в память о ней была установлена мемориальная доска с барельефом по проекту скульптора В. Голованцева.

## Творчество

### Ростовский драмтеатр
- «104 страницы про любовь» Э. С. Радзинского — Наташа
- «Как я отдыхал» В. Покровского — Невеста
- «Пучина» А. Н. Островского — Лизанька
- «Последние» М. Горького — Любовь
- «Эмигранты» А. В. Софронова — Нелли
- «Чти отца своего» В. Лаврентьева — Тамара
- «Традиционный сбор» В. С. Розова — Инна
- «Первая Конная» В. В. Вишневского — Комсомолка
- «Сохрани мою тайну» В. Н. Собко — Наташа
- «Четыре креста на солнце» А. Делендик — Инга

### Омский драмтеатр
- «Три сестры» А. П. Чехова — Маша
- «С вечера до полудня» В. С. Розова — Нина
- «Орфей спускается в ад» Т. Уильямса — Лейди Торренс
- «Похожий на льва» Р. Ибрагимбекова — Лена
- «Любовь под вязами» Ю. О’Нила — Абби
- «Синие дожди» Ю. Петухова — Полина
- «Двое на качелях» У. Гибсона — Гитель
- «Не боюсь Вирджинии Вулф» Э. Олби — Марта
- «Гроза» А. Н. Островского — Катерина
- «Вишнёвый сад» А. П. Чехов — Любовь Андреевна Раневская
- «Ночью без звёзд» А. П. Штейна — Елена Озоровская
- «Вкус черешни» А. Осецкой — Женщина
- «Солдатская вдова» Н. П. Анкилова — Полинка
- «Русский вопрос» К. М. Симонова — Джесси
- «Сирано де Бержерак» Э. Ростана — Роксана
- «Человек из Ламанчи» Д. Дэриона и Д. Вассермана — Арманд
- «Привидения» Г. Ибсена — Елена Альвинг
- «Царская охота» Л. Г. Зорина — Елизавета
- «Наедине со всеми» А. И. Гельмана — Наташа Голубева
- «Платок Мольера» К. Гуцкова — Арманд, артистка
- «Фантазии Фарятьева» А. Соколовой — Саша
- «Дети солнца» М. Горького — Елена
- «На дне» М. Горького — Настя
- «Продаётся японское пальто из парашютного шёлка» А. Маслюковой — Вера
- «Варлам, сын Захария» И. Гаручава, П. Хотяновского — Тамара
- «Антоний и Клеопатра» Шекспира  — Клеопатра

- «Зажигаю днём свечу… («Андрюша»)» В. П. Гуркина — Люба
- «Прошлым летом в Чулимске» А. В. Вампилова — Кашкина
- «Третье поколение» Н. Мирошниченко — Ева Мюллер
- «Всего три дня» Н. П. Анкилова — Фроська, колхозница-свинарка
- «Моя любовь на третьем курсе» («Лошадь Пржевальского»)  М. Ф. Шатрова — Таня
- «Смерть Иоанна Грозного» А. К. Толстого — Царевна Ирина, жена Федора, сестра Бориса
- «Гамлет» Шекспира — Актриса (Королева на сцене)

## Признание и награды[2]
- Государственная премия РСФСР имени К. С. Станиславского (1973) — за исполнение роли Полинки в спектакле «Солдатская вдова» Н. П. Анкилова
- заслуженная артистка РСФСР (1975). Татьяна Ожигова стала самой молодой заслуженной артисткой за всю советскую историю отечественной драмы (31 год).
- народная артистка РСФСР (1983) Татьяна Ожигова стала самой молодой народной артисткой РСФСР в Сибири (38 лет).

## Личная жизнь
Была замужем за актёром и режиссёром Николаем Чиндяйкиным.